# غايدوك
غايدوك (بالروسية: Гайдук) هي مدينة في مقاطعة كراسنودار كراي في روسيا.